# Apache Software Foundation
Az Apache Software Foundation (Apache szoftver alapítvány - angol rövidítéssel ASF) egy nonprofit szervezet, amely támogatja az Apache szoftver projekteket, beleértve legismertebb termékét az Apache HTTP Server-t. Az ASF az Apache Group-ból alakult, és USA-ban, Delaware-ben kezdte meg működését 1999. június 1-jén.
Az Apache szoftver alapítvány a fejlesztők decentralizált közössége. Az előállított szoftver, Apache Licenc alatt terjeszthető, és mint ilyen szabad és nyílt forráskódú szoftver (angol rövidítéssel: FOSS). Az Apache projektek úgy kategorizálhatók, mint kollaboratív, konszenzuson alapuló fejlesztési procedúra által létrehozott szoftver, nyílt és gyakorlatias szoftver licenceléssel. Minden projektet a tagok által választott technikai vezetők csoportja vezeti, akik aktív közreműködői a projektnek. Az ASF angol szóval meritocracy, ami azt eredményezi, hogy az alapítványi tagságot, csak olyan vállalkozó szelleműeknek adatják meg, akik aktívan részt vesznek az Apache projektekben. Az ASF-et második generációs nyílt forráskódú szervezetnek is nevezik.
Az ASF céljai között szerepel az is, hogy legális védelmet nyújtsanak azon vállalkozó szellemű elkötelezetteknek, akik az Apache projekteken dolgoznak, továbbá hogy megvédjék az Apache brand nevet a más szervezetek által engedély nélküli használattól.
Az ASF számos ApacheCon konferenciát tart minden évben, elsősorban az Apache projektekkel, valamint a kapcsolódó technológiákkal kapcsolatban, továbbá bátorítja az Apache fejlesztőket további gyűlések tartására is.

## Története
Az Apache Szoftver Alapítvány története szorosan kötődik az Apache HTTP Server-hez.
Ennek fejlesztése 1994-ben kezdődött, amikor 8 tagból álló fejlesztői csoport elkezdett dolgozni azon, hogy kibővítsék a NCSA HTTPd daemon-t. Ezt a csoportot nemsokára Apache Group-ként kezdték ismerni.
1999. március 25-én megalakították az Apache Szoftver Alapítványt.
1999. április 13-án tartották az első hivatalos megbeszélésüket, ahol általános konszenzusként elfogadták, hogy az alakulás pillanatában a tagok a következők lesznek: Brian Behlendorf, Ken Coar, Mark Cox, Lars Eilebrecht, Ralf S. Engelschall, Roy T. Fielding, Dean Gaudet, Ben Hyde, Jim Jagielski, Alexei Kosut, Martin Kraemer, Ben Laurie, Doug MacEachern, Aram Mirzadeh, Sameer Parekh, Cliff Skolnick, Marc Slemko, William (Bill) Stoddard, Paul Sutton, Randy Terbush és Dirk-Willem van Gulik.

1999. június 1-jén sorozatos további megbeszélések után megválasztották az igazgatósági tagokat, és más jogi kérdéseket is megoldottak. Az Apache Szoftver Alapítvány hivatalos indulását is erre a napra tették.

## Igazgatótanács
Az ASF igazgatótanácsa felelős ellenőrizni az ASF tevékenységeit és központi kapcsolattartó szerepét is ellátni, valamint a felelős a projektjei kommunikációjáért is. A tanács vállalati feladatokat is ellát pl. erőforrások projektekhez való rendelését, vállalati szolgáltatások ellátását beleértve alapok kezelését és jogi kérdéseket is. Nem hoz technikai döntéseket az önálló projektekben, hanem rábízza ezeket a független projekt menedzsment bizottságokra.
A tanácsot évenként választják meg az alapítványi tagok. 2013 májusában az éves taggyűlésen a következő tagok lettek megválasztva az Igazgatótanácsba:
- Shane Curcuru
- Doug Cutting
- Bertrand Delacretaz
- Roy T. Fielding
- Jim Jagielski
- Chris Mattmann
- Brett Porter (elnök)
- Sam Ruby
- Greg Stein

## Külső hivatkozások
- Apache Foundation Official website
- https://web.archive.org/web/20110324102436/http://wiki.apache.org/general/
- https://web.archive.org/web/20110319222144/http://wiki.apache.org/apachecon/FrontPage
- Free recordings of presentations from Apachecon09